# Stígarnir
Stígarnir är ett berg i Färöarna (Kungariket Danmark).   Det ligger i sýslan Streymoyar sýsla, i den norra delen av landet, 27 km nordväst om huvudstaden Tórshavn. Toppen på Stígarnir är 710 meter över havet.Stígarnir ligger på ön Streymoy.
Terrängen runt Stígarnir är huvudsakligen kuperad. Runt Stígarnir är det ganska tätbefolkat, med 58 invånare per kvadratkilometer. Närmaste större samhälle är Fuglafjørður, 17,0 km öster om Stígarnir. Trakten runt Stígarnir består i huvudsak av gräsmarker.